# Mékhé

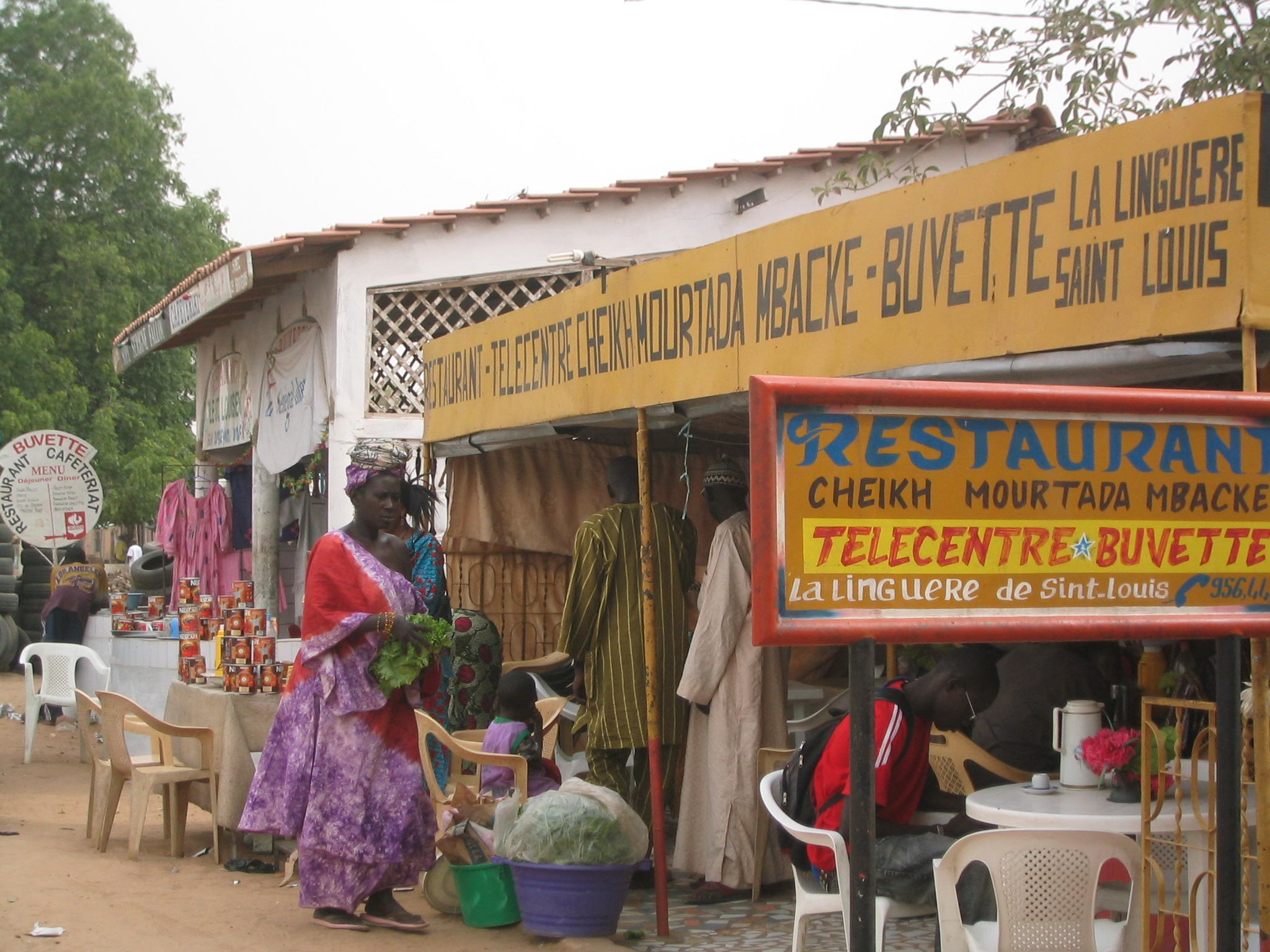
Matställe i Mékhé.

Mékhé (alternativt Meckhe) är en stad i västra Senegal. Den ligger i regionen Thiès och hade 22 944 invånare vid folkräkningen 2013.